# 도쿄시
도쿄시(일본어: 東京市)는 1889년 도쿄부의 동쪽 지역에 설치된 시이다.
1889년(메이지 22년)에 도쿄부(현 도쿄도) 동부의 15구를 구역으로 설립되었다. 1932년(쇼와 7년), 인접 5군이 병합되어 35구가 되었다. 최종적인 시역은 현재의 도쿄도 구부(도쿄 23구)에 해당한다. 1943년(쇼와 18년)에 도쿄부와 통합되어 도쿄도가 되었다.

## 역사

### 시제 시행과 도쿄 15구

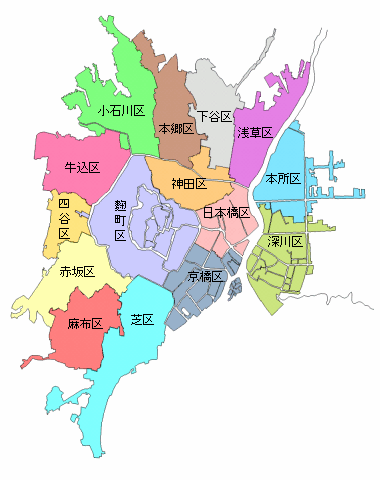
1878년(메이지 11년) 설치된 도쿄 15구

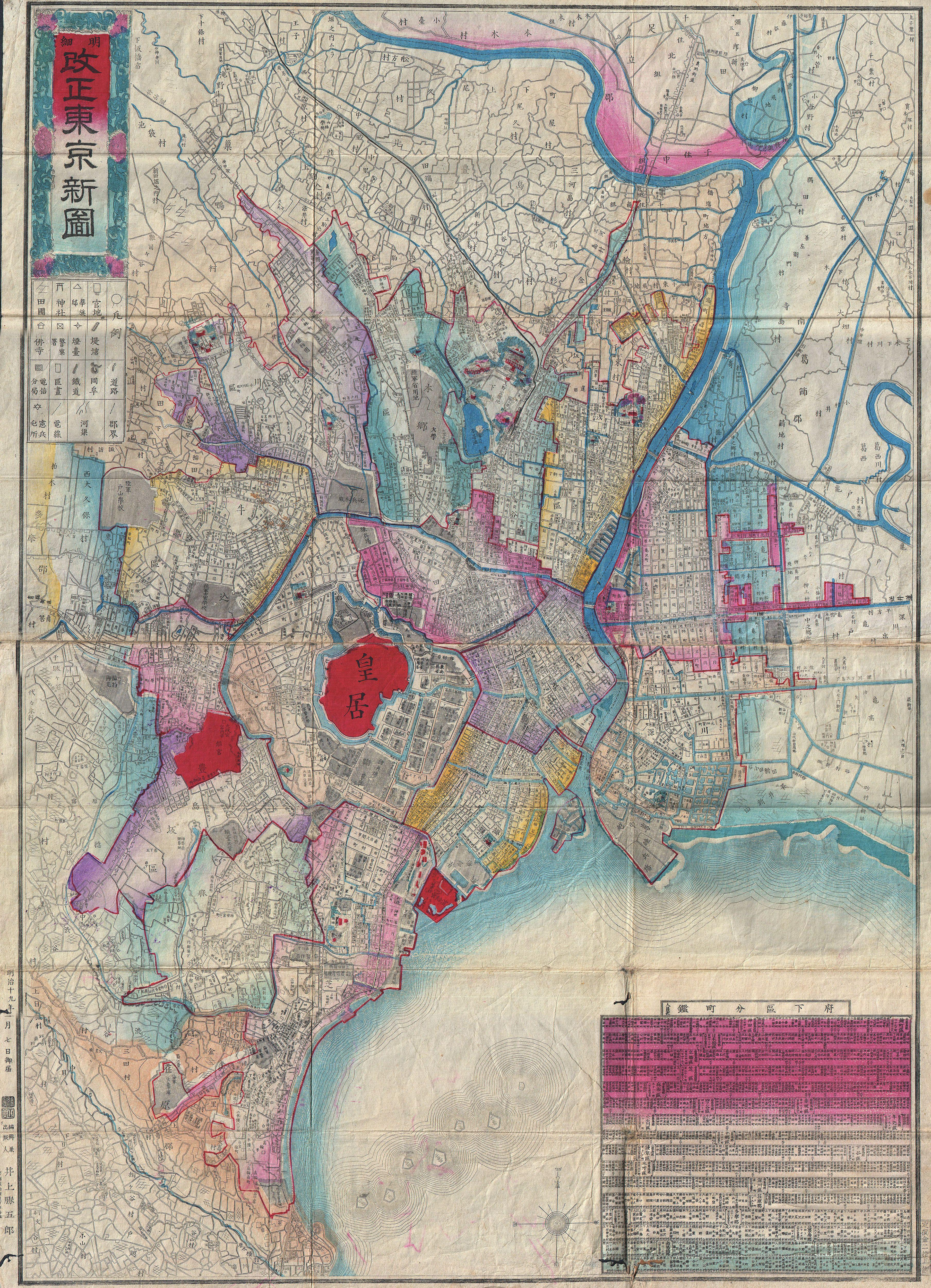
1886년(메이지 19년)의 도쿄 15구 지도.

1878년(메이지 11년) 7월 22일, 도쿄부는 부를 구와 군으로 나누어, 부세 수입이 많은 지역을 선정하여 군구정촌 편제법 제2조에 따라 구 막부 시대의 지명을 붙여 고지마치구, 간다구, 아사쿠사구 등의 도쿄 15구를 만들었다.
동시에 에도 사숙이라 불리던 나이토신주쿠, 시나가와슈쿠, 센주슈쿠, 이타바시슈쿠 등의 4곳 시가지에 접하는 옛 가도와 농촌 지역에 에바라군·히가시타마군·미나미토시마군·기타토시마군·미나미아다치군·미나미카쓰시카군의 6군을 설치했다.
1889년(메이지 22년) 5월 1일, 전월 시행된 시제와 정촌제에 근거해, 도쿄부 아래에 도쿄시를 만들어 도쿄 15구의 구역을 이관했다. 도쿄시는, 동년 3월 공포된 법률 12호의 시제 특례에 따라 일반시와는 일부 다른 변칙적인 시제였다. 도쿄부지사가 도쿄시장을 겸임하고, 시청과 시직원도 따로 두지 않았다. 한편, 종래의 15구는 각각 단독으로 구의회를 갖고, 도쿄시의 하위 자치체가 되었다.
1898년(메이지 31년) 10월 1일, "시제 특례 철폐법"이 성립, 도쿄시에 일반 시제가 시행되어 도쿄부청 내에 시청이 설치되었다. 지사의 시장 겸임이 폐지되어 도쿄시장은 관선으로 임명되었다. 1926년(다이쇼 15년, 쇼와 원년)부터는 시의회 의원의 호선에 의하여 시장이 선출되게 되었다.

### 시군 합병과 도쿄 35구

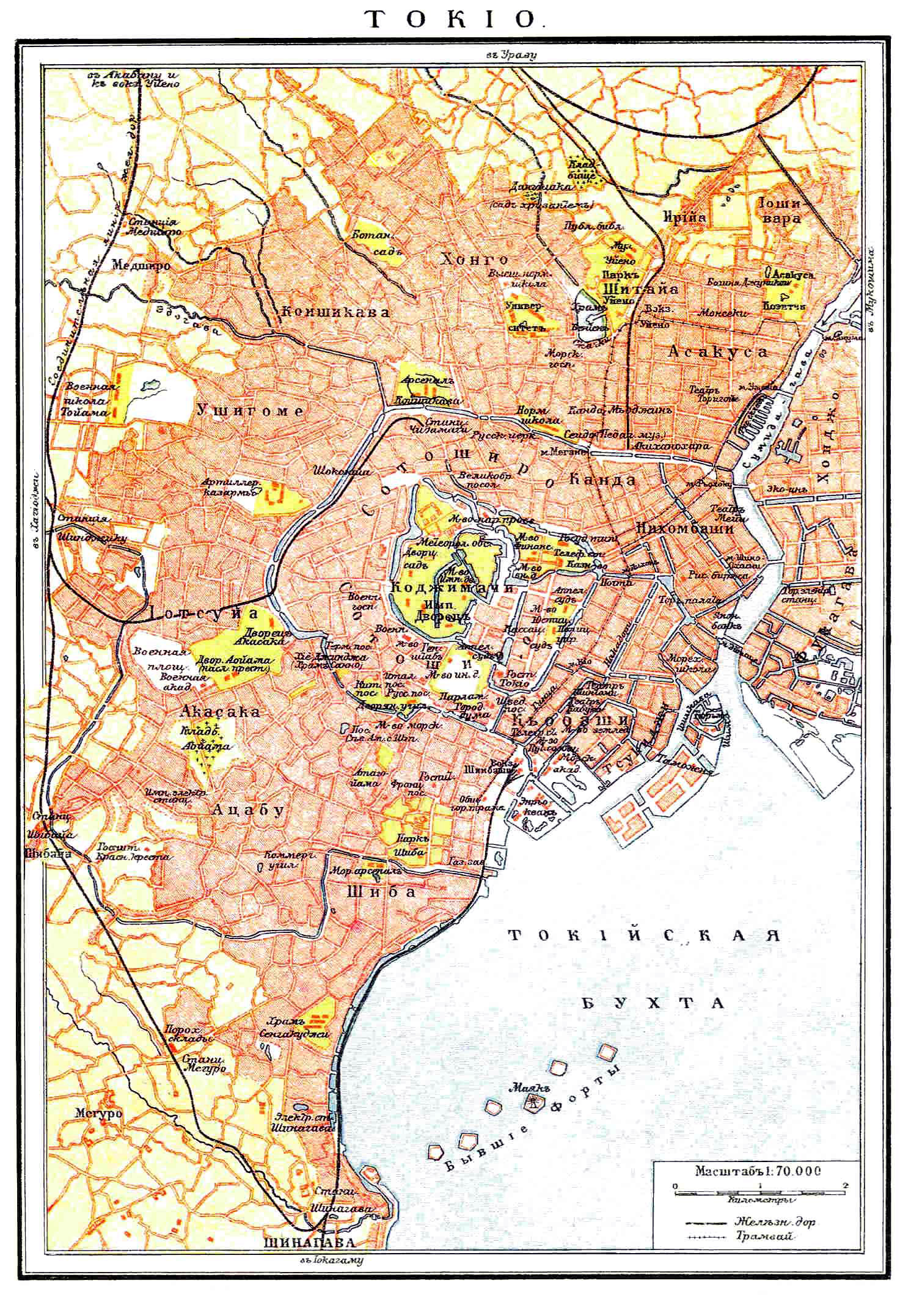
1907년 이전의 도쿄시 지도

러일 전쟁으로 일본은 경공업에서 중공업으로 산업의 중심이 옮겨졌고, 도쿄~요코하마간에는 서서히 게이힌 공업지대가 형성되기 시작했다. 도쿄시의 인구는 러일 전쟁 종전 직후인 1906년(메이지 39년)에 처음으로 200만명을 돌파했지만, 1908년(메이지 41년)의 약 219만명을 정점으로 1913년(다이쇼 2년)에는 약 205만명으로 감소했다. 그러한 가운데도 도쿄시 주변의 인구는 계속 증가하고 있어 시내와 주변에서 상반되는 상황이 되었다.
다이쇼 연간(1912년)에 들어설 무렵부터 대도쿄(大東京)라는 표현이 보이게 되었는데, 이는 기존의 도쿄시(15구)와 인접 5군 82정촌(에바라군·도요타마군·기타토시마군·미나미아다치군·미나미카쓰시카군 전역. 도요타마군은 히가시타마군과 미나미토시마군이 1896년 합병하여 성립됨)에 종종 기타타마군 기누타촌·지토세촌을 더한 지역을 가리킨다. 이는 현재의 도쿄도 구부)(도쿄 23구) 구역에 해당한다.
1914년 7월 28일 제1차 세계 대전이 발발(1918년 11월 11일 종결), 이에 따라 일본은 1915년 하반기부터 1920년 3월까지 전시 경기로 시내와 주변 모두 인구가 증가했다. 1920년 10월에 실시된 제1차 인구 조사에서 도쿄시의 인구는 약 217만 명이었다.
1922년 4월 24일, 구 도시계획법에 따라 도쿄시와 위의 6개 군 84개 정촌이 "도쿄 도시계획구역"으로 정해졌고, 같은 해 10월 2일에는 도쿄시를 포함한 인구가 많은 6개 도시가 6대도시가 되었다.
1923년(다이쇼 12년) 9월 1일에 간토 대지진이 발생하여, 도쿄시도 피해를 입었고, 특히 시타마치가 큰 타격을 받았다. 이 영향으로 도쿄시의 인구는 감소해, 1925년(다이쇼 14년) 10월의 국세조사에서는, 동년 4월에 제2차 시역 확장을 실시한 오사카시에 인구·면적 모두 밀리고 말았다. 1930년(쇼와 5년) 10월의 국세 조사에서는, 인구 200만명대를 회복했지만, 오사카시와의 차이가 확대되었다.
1932년(쇼와 7년) 10월 1일, 도쿄시는 시역 확장을 실시해, 인근의 5군 82정촌(에바라군·[[도요타마군·기타토시마군·미나미아다치군·미나미카쓰시카군 전역)을 편입하여 새롭게 20구를 설치하여 도쿄 35구가 되었다. 1936년(쇼와 11년) 10월 1일에 기타타마군 기누타촌·지토세촌을 세타가야구에 편입하여 현재의 도쿄도 구부의 범위가 확정되었다.

### 도쿄도제 시행
제2차 세계 대전 중인 1943년(쇼와 18년) 7월 1일, 내무성 주도로 도쿄도제가 시행되면서 지방자치체로서의 도쿄시와 도쿄부는 폐지되고 현재의 "도쿄도"가 설치되었고, 그 동안의 도쿄시청의 기능은 도쿄도청으로 옮겨졌다. 옛 도쿄시 35구는 예전처럼 의회(구의회)를 가지는 자치체 성격을 유지하면서도 도쿄도의 직할 하의 구가 되었다.
종전 후인 1947년(쇼와 22년) 3월 15일, 예전의 도쿄 35구는 도쿄 22구로 재편면서, 같은 해 5월 3일의 지방자치법 시행에 따라 동법이 정하는 특별구가 되었다. 같은 해 8월 1일에 구 네리마정과 4촌의 구역이 이타바시구에서 분리되어 네리마구가 성립, 도쿄도 구부(도쿄 23구)가 되어 현재에 이르고 있다.

## 행정 구역

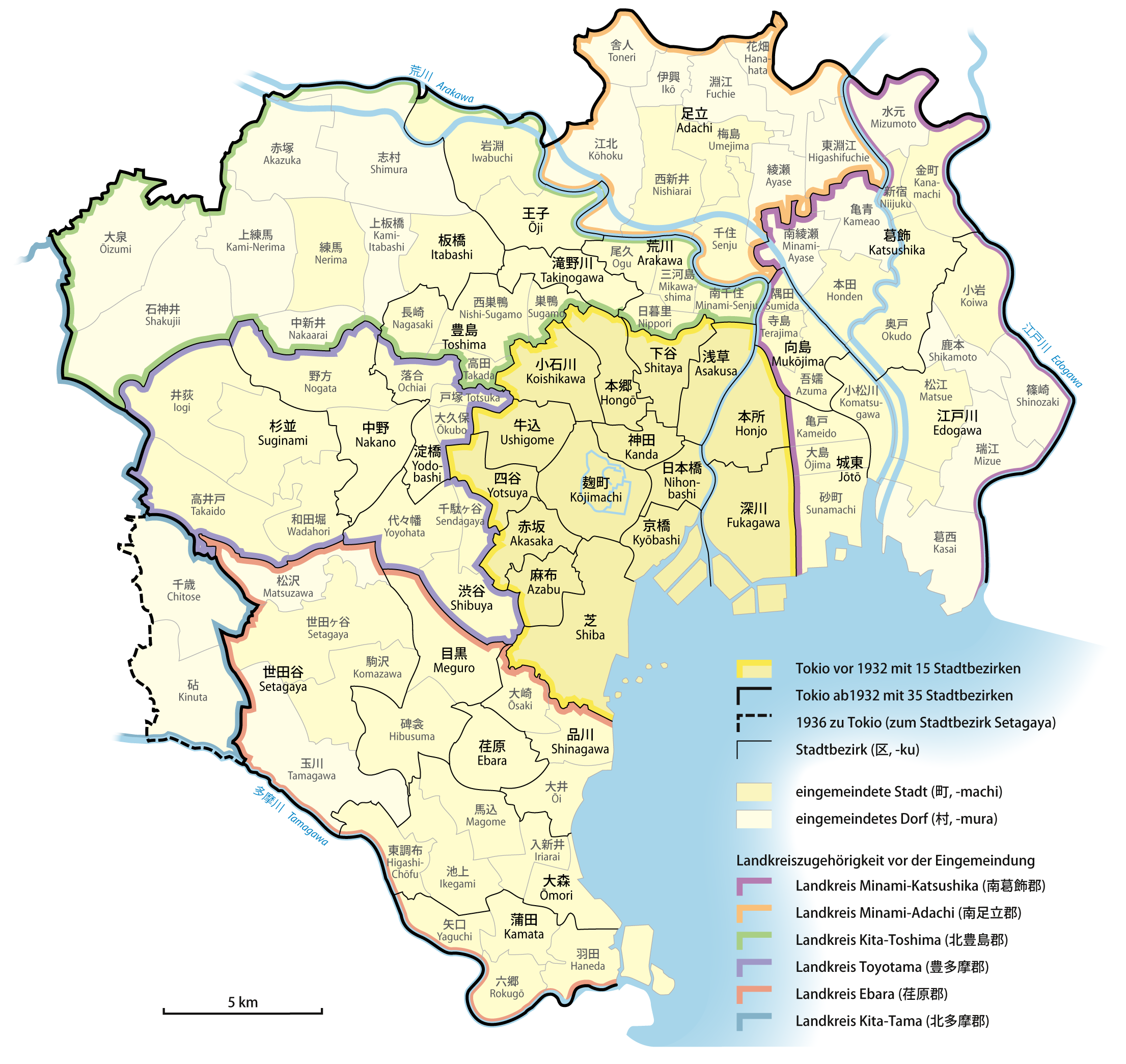
1932년(쇼와 7년)·1936년(쇼와 11년) 인근 정촌의 편입 지도

- 1878년(메이지 11년) 7월 22일 - 군구정촌 편제법에 따라 아래의 15구가 성립되다.

고지마치구·간다구·니혼바시구·교바시구·시바구·아자부구·아카사카구·요쓰야구·우시고메구·고이시카와구·혼고구·시타야구·아사쿠사구·혼조구·후카가와구
- 1920년(다이쇼 9년) 4월 1일 - 도요타마군 나이토신주쿠정을 요쓰야구에 편입.
- 1932년(쇼와 시대 7년） 10월 1일 - 인접 5군 82정촌을 편입, 이하의 20구를 신설.

구 에바라군 - 시나가와구·에바라구·메구로구·오모리구·가마타구·세타가야구
구 도요타마군 - 시부야구·요도바시구·나카노구·스기나미구
구 기타토시마군 - 도시마구·다키노가와구·아라카와구·오지구·이타바시구
구 미나미아다치군 - 아다치구
구 미나미카쓰시카군 - 무코지마구·조토구·가쓰시카구·에도가와구
- 1936년(쇼와 11년)10월 1일 - 기타타마군 기누타촌·지토세촌을 세타가야구에 편입.
- 1943년(쇼와 18년) 7월 1일 - 도쿄도제 시행으로 도쿄부와 통합되어 도쿄시 폐지. 35구의 도쿄도 행정구가 됨.

### 행정 구역의 변천
- ■ … 발족 당시의 15구 (나중에 모두 재편)
- ■ … 신설된 20구 (나중에 9구는 재편, 11구는 존속)
- ■ … 발족 당시의 15구(■) 전체와 신설된 20구(■) 중 9구를 재편한 11구 분구된 구(네리마구)

| 1889년~ (메이지 22년~)          | 1889년~ (메이지 22년~)        | 1920년~ (다이쇼 9년~)         | 1920년~ (다이쇼 9년~)         | 1932년~ (쇼와 7년~) | 1936년~ (쇼와 11년~) | 1947년~ (쇼와 22년~) |
| ------------------------------- | ----------------------------- | ----------------------------- | ----------------------------- | ------------------- | -------------------- | -------------------- |
| 고지마치구                      | 고지마치구                    | 고지마치구                    | 고지마치구                    | 고지마치구          | 고지마치구           | 지요다구             |
| 간다구                          |                               |                               |                               |                     |                      | 지요다구             |
| 니혼바시구                      | 니혼바시구                    | 니혼바시구                    | 니혼바시구                    | 니혼바시구          | 니혼바시구           | 주오구               |
| 교바시구                        |                               |                               |                               |                     |                      | 주오구               |
| 시바구                          | 시바구                        | 시바구                        | 시바구                        | 시바구              | 시바구               | 미나토구             |
| 아자부구                        |                               |                               |                               |                     |                      | 미나토구             |
| 아카사카구                      |                               |                               |                               |                     |                      | 미나토구             |
| 요쓰야구                        | 요쓰야구                      | 요쓰야구                      | 요쓰야구                      | 요쓰야구            | 요쓰야구             | 신주쿠구             |
| 도요타마군 나이토신주쿠정       |                               | 요쓰야구                      | 요쓰야구                      | 요쓰야구            | 요쓰야구             | 신주쿠구             |
| 우시고메구                      |                               |                               |                               |                     |                      | 신주쿠구             |
| 도요타마군 요도바시정           | 도요타마군 요도바시정         | 도요타마군 요도바시정         | 도요타마군 요도바시정         | 요도바시구          | 요도바시구           | 신주쿠구             |
| 도요타마군 오쿠보정             |                               |                               |                               | 요도바시구          | 요도바시구           | 신주쿠구             |
| 도요타마군 도쓰카정             |                               |                               |                               | 요도바시구          | 요도바시구           | 신주쿠구             |
| 도요타마군 오치아이정           |                               |                               |                               | 요도바시구          | 요도바시구           | 신주쿠구             |
| 고이시카와구                    | 고이시카와구                  | 고이시카와구                  | 고이시카와구                  | 고이시카와구        | 고이시카와구         | 분쿄구               |
| 혼고구                          |                               |                               |                               |                     |                      | 분쿄구               |
| 시타야구                        | 시타야구                      | 시타야구                      | 시타야구                      | 시타야구            | 시타야구             | 다이토구             |
| 아사쿠사구                      |                               |                               |                               |                     |                      | 다이토구             |
| 혼조구                          | 혼조구                        | 혼조구                        | 혼조구                        | 혼조구              | 혼조구               | 스미다구             |
| 미나미카쓰시카군 데라지마정     | 미나미카쓰시카군 데라지마정   | 미나미카쓰시카군 데라지마정   | 미나미카쓰시카군 데라지마정   | 무코지마구          | 무코지마구           | 스미다구             |
| 미나미카쓰시카군 아즈마정       |                               |                               |                               | 무코지마구          | 무코지마구           | 스미다구             |
| 미나미카쓰시카군 스미다정       |                               |                               |                               | 무코지마구          | 무코지마구           | 스미다구             |
| 후카가와구                      | 후카가와구                    | 후카가와구                    | 후카가와구                    | 후카가와구          | 후카가와구           | 고토구               |
| 미나미카쓰시카군 가메이도정     | 미나미카쓰시카군 가메이도정   | 미나미카쓰시카군 가메이도정   | 미나미카쓰시카군 가메이도정   | 조토구              | 조토구               | 고토구               |
| 미나미카쓰시카군 오지마정       |                               |                               |                               | 조토구              | 조토구               | 고토구               |
| 미나미카쓰시카군 스나정         |                               |                               |                               | 조토구              | 조토구               | 고토구               |
| 에바라군 시나가와정             | 에바라군 시나가와정           | 에바라군 시나가와정           | 에바라군 시나가와정           | 시나가와구          | 시나가와구           | 시나가와구           |
| 에바라군 오이정                 |                               |                               |                               | 시나가와구          | 시나가와구           | 시나가와구           |
| 에바라군 오사키정               |                               |                               |                               | 시나가와구          | 시나가와구           | 시나가와구           |
| 에바라군 에바라정               | 에바라군 에바라정             | 에바라군 에바라정             | 에바라군 에바라정             | 에바라구            | 에바라구             | 시나가와구           |
| 에바라군 메구로정               | 에바라군 메구로정             | 에바라군 메구로정             | 에바라군 메구로정             | 메구로구            | 메구로구             | 메구로구             |
| 에바라군 히부스마정             |                               |                               |                               | 메구로구            | 메구로구             | 메구로구             |
| 에바라군 오모리정               | 에바라군 오모리정             | 에바라군 오모리정             | 에바라군 오모리정             | 오모리구            | 오모리구             | 오타구               |
| 에바라군 이리아라이정           |                               |                               |                               | 오모리구            | 오모리구             | 오타구               |
| 에바라군 마고메정               |                               |                               |                               | 오모리구            | 오모리구             | 오타구               |
| 에바라군 이케가미정             |                               |                               |                               | 오모리구            | 오모리구             | 오타구               |
| 에바라군 히가시초후정           |                               |                               |                               | 오모리구            | 오모리구             | 오타구               |
| 에바라군 가마타정               | 에바라군 가마타정             | 에바라군 가마타정             | 에바라군 가마타정             | 가마타구            | 가마타구             | 오타구               |
| 에바라군 야구치정               |                               |                               |                               | 가마타구            | 가마타구             | 오타구               |
| 에바라군 로쿠고정               |                               |                               |                               | 가마타구            | 가마타구             | 오타구               |
| 에바라군 하네다정               |                               |                               |                               | 가마타구            | 가마타구             | 오타구               |
| 에바라군 세타가야정             | 에바라군 세타가야정           | 에바라군 세타가야정           | 에바라군 세타가야정           | 세타가야구          | 세타가야구           | 세타가야구           |
| 에바라군 고마자와정             |                               |                               |                               | 세타가야구          | 세타가야구           | 세타가야구           |
| 에바라군 마쓰자와촌             |                               |                               |                               | 세타가야구          | 세타가야구           | 세타가야구           |
| 에바라군 다마가와촌             |                               |                               |                               | 세타가야구          | 세타가야구           | 세타가야구           |
| 기타타마군 기누타촌             |                               |                               |                               |                     | 세타가야구           | 세타가야구           |
| 기타타마군 지토세촌             |                               |                               |                               |                     | 세타가야구           | 세타가야구           |
| 도요타마군 시부야정             | 도요타마군 시부야정           | 도요타마군 시부야정           | 도요타마군 시부야정           | 시부야구            | 시부야구             | 시부야구             |
| 도요타마군 센다가야정           |                               |                               |                               | 시부야구            | 시부야구             | 시부야구             |
| 도요타마군 요요하타정           |                               |                               |                               | 시부야구            | 시부야구             | 시부야구             |
| 도요타마군 나카노정             | 도요타마군 나카노정           | 도요타마군 나카노정           | 도요타마군 나카노정           | 나카노구            | 나카노구             | 나카노구             |
| 도요타마군 노가타정             |                               |                               |                               | 나카노구            | 나카노구             | 나카노구             |
| 도요타마군 스기나미정           | 도요타마군 스기나미정         | 도요타마군 스기나미정         | 도요타마군 스기나미정         | 스기나미구          | 스기나미구           | 스기나미구           |
| 도요타마군 와다호리정           |                               |                               |                               | 스기나미구          | 스기나미구           | 스기나미구           |
| 도요타마군 이오기정             |                               |                               |                               | 스기나미구          | 스기나미구           | 스기나미구           |
| 도요타마군 다카이도정           |                               |                               |                               | 스기나미구          | 스기나미구           | 스기나미구           |
| 기타토시마군 스가모정           | 기타토시마군 스가모정         | 기타토시마군 스가모정         | 기타토시마군 스가모정         | 도시마구            | 도시마구             | 도시마구             |
| 기타토시마군 니시스가모정       |                               |                               |                               | 도시마구            | 도시마구             | 도시마구             |
| 기타토시마군 나가사키정         |                               |                               |                               | 도시마구            | 도시마구             | 도시마구             |
| 기타토시마군 다카다정           |                               |                               |                               | 도시마구            | 도시마구             | 도시마구             |
| 기타토시마군 다키노가와정       | 기타토시마군 다키노가와정     | 기타토시마군 다키노가와정     | 기타토시마군 다키노가와정     | 다키노가와구        | 다키노가와구         | 기타구               |
| 기타토시마군 오지정             | 기타토시마군 오지정           | 기타토시마군 오지정           | 기타토시마군 오지정           | 오지구              | 오지구               | 기타구               |
| 기타토시마군 이와부치정         |                               |                               |                               | 오지구              | 오지구               | 기타구               |
| 기타토시마군 미나미센주정       | 기타토시마군 미나미센주정     | 기타토시마군 미나미센주정     | 기타토시마군 미나미센주정     | 아라카와구          | 아라카와구           | 아라카와구           |
| 기타토시마군 미카와시마정       |                               |                               |                               | 아라카와구          | 아라카와구           | 아라카와구           |
| 기타토시마군 닛포리정           |                               |                               |                               | 아라카와구          | 아라카와구           | 아라카와구           |
| 기타토시마군 오구정             |                               |                               |                               | 아라카와구          | 아라카와구           | 아라카와구           |
| 기타토시마군 이타바시정         | 기타토시마군 이타바시정       | 기타토시마군 이타바시정       | 기타토시마군 이타바시정       | 이타바시구          | 이타바시구           | 이타바시구           |
| 기타토시마군 가미이타바시촌     |                               |                               |                               | 이타바시구          | 이타바시구           | 이타바시구           |
| 기타토시마군 시촌               |                               |                               |                               | 이타바시구          | 이타바시구           | 이타바시구           |
| 기타토시마군 아카쓰카촌         |                               |                               |                               | 이타바시구          | 이타바시구           | 이타바시구           |
| 기타토시마군 네리마정           | 기타토시마군 네리마정         | 기타토시마군 네리마정         | 기타토시마군 네리마정         | 이타바시구          | 이타바시구           | 네리마구             |
| 기타토시마군 가미네리마촌       |                               |                               |                               | 이타바시구          | 이타바시구           | 네리마구             |
| 기타토시마군 나카아라이촌       |                               |                               |                               | 이타바시구          | 이타바시구           | 네리마구             |
| 기타토시마군 샤쿠지이촌         |                               |                               |                               | 이타바시구          | 이타바시구           | 네리마구             |
| 기타토시마군 오이즈미촌         |                               |                               |                               | 이타바시구          | 이타바시구           | 네리마구             |
| 미나미아다치군 센주정           | 미나미아다치군 센주정         | 미나미아다치군 센주정         | 미나미아다치군 센주정         | 아다치구            | 아다치구             | 아다치구             |
| 미나미아다치군 우메지마정       |                               |                               |                               | 아다치구            | 아다치구             | 아다치구             |
| 미나미아다치군 니시아라이정     |                               |                               |                               | 아다치구            | 아다치구             | 아다치구             |
| 미나미아다치군 고호쿠촌         |                               |                               |                               | 아다치구            | 아다치구             | 아다치구             |
| 미나미아다치군 도네리촌         |                               |                               |                               | 아다치구            | 아다치구             | 아다치구             |
| 미나미아다치군 이코촌           |                               |                               |                               | 아다치구            | 아다치구             | 아다치구             |
| 미나미아다치군 후치에촌         |                               |                               |                               | 아다치구            | 아다치구             | 아다치구             |
| 미나미아다치군 히가시후치에촌   |                               |                               |                               | 아다치구            | 아다치구             | 아다치구             |
| 미나미아다치군 하나하타촌       |                               |                               |                               | 아다치구            | 아다치구             | 아다치구             |
| 미나미아다치군 아야세촌         |                               |                               |                               | 아다치구            | 아다치구             | 아다치구             |
| 미나미카쓰시카군 혼덴정         | 미나미카쓰시카군 혼덴정       | 미나미카쓰시카군 혼덴정       | 미나미카쓰시카군 혼덴정       | 가쓰시카구          | 가쓰시카구           | 가쓰시카구           |
| 미나미카쓰시카군 오쿠도정       |                               |                               |                               | 가쓰시카구          | 가쓰시카구           | 가쓰시카구           |
| 미나미카쓰시카군 미나미아야세정 |                               |                               |                               | 가쓰시카구          | 가쓰시카구           | 가쓰시카구           |
| 미나미카쓰시카군 가메아오촌     |                               |                               |                               | 가쓰시카구          | 가쓰시카구           | 가쓰시카구           |
| 미나미카쓰시카군 니주쿠정       |                               |                               |                               | 가쓰시카구          | 가쓰시카구           | 가쓰시카구           |
| 미나미카쓰시카군 가나정         |                               |                               |                               | 가쓰시카구          | 가쓰시카구           | 가쓰시카구           |
| 미나미카쓰시카군 미즈모토촌     |                               |                               |                               | 가쓰시카구          | 가쓰시카구           | 가쓰시카구           |
| 미나미카쓰시카군 고마쓰가와정   | 미나미카쓰시카군 고마쓰가와정 | 미나미카쓰시카군 고마쓰가와정 | 미나미카쓰시카군 고마쓰가와정 | 에도가와구          | 에도가와구           | 에도가와구           |
| 미나미카쓰시카군 마쓰에정       |                               |                               |                               | 에도가와구          | 에도가와구           | 에도가와구           |
| 미나미카쓰시카군 미즈에촌       |                               |                               |                               | 에도가와구          | 에도가와구           | 에도가와구           |
| 미나미카쓰시카군 가사이촌       |                               |                               |                               | 에도가와구          | 에도가와구           | 에도가와구           |
| 미나미카쓰시카군 시카모토촌     |                               |                               |                               | 에도가와구          | 에도가와구           | 에도가와구           |
| 미나미카쓰시카군 시노자키촌     |                               |                               |                               | 에도가와구          | 에도가와구           | 에도가와구           |
| 미나미카쓰시카군 고이와정       |                               |                               |                               | 에도가와구          | 에도가와구           | 에도가와구           |

## 같이 보기
- 도쿄 15구
- 도쿄
- 에도
- 도쿄부
- 도쿄도